# ایگور بورزانوویچ
ایگور بورزانوویچ (صربی: Igor Burzanović؛ زادهٔ ۲۵ اوت ۱۹۸۵) یک بازیکن فوتبال اهل صربستان و مونته‌نگرو است.

## باشگاهی
از باشگاه‌هایی که در آن بازی کرده‌است می‌توان به باشگاه فوتبال ناگویا گرامپوس و ستاره سرخ بلگراد اشاره کرد.

## تیم ملی
وی همچنین در تیم ملی فوتبال مونته‌نگرو بازی کرده است.